# Kathedrale von Oxford

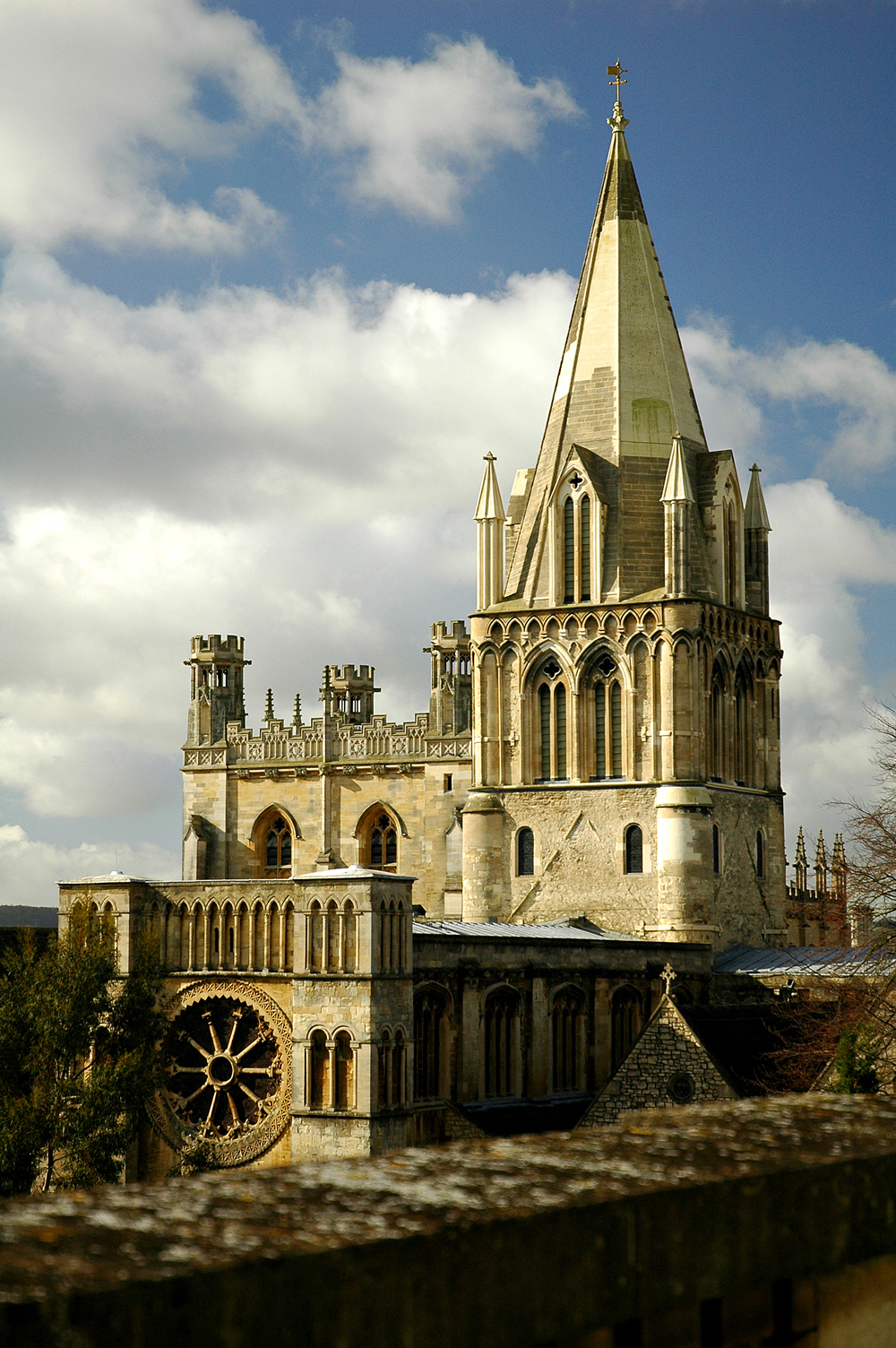
Kathedrale von Oxford

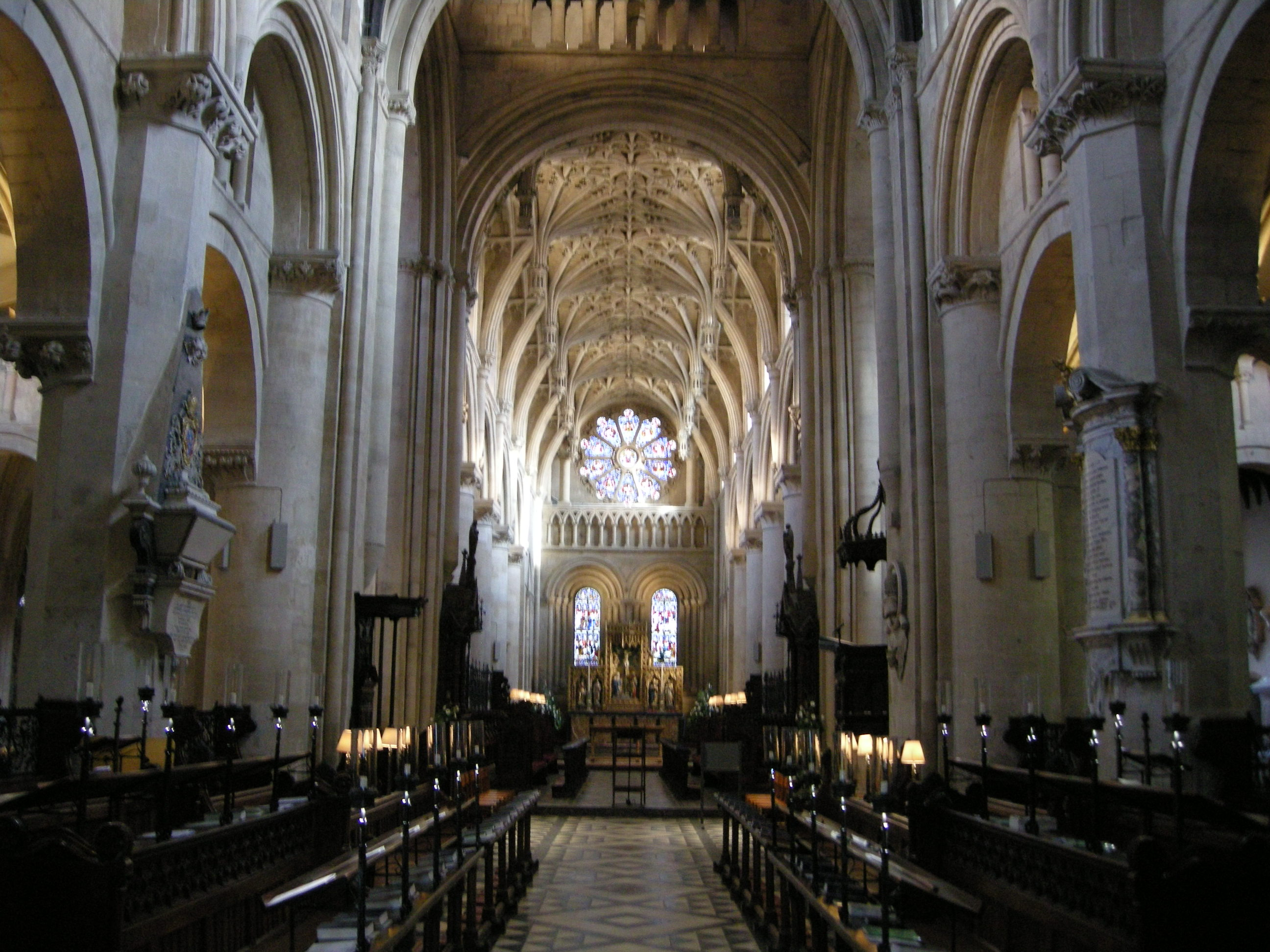
Inneres

Die Kathedrale von Oxford, englisch Christ Church Cathedral, in der englischen Universitätsstadt Oxford ist die Bischofskirche des Bistums Oxford der Kirche von England und zugleich die Kirche des traditionsreichen Christ Church College, mit dem sie baulich verbunden ist. Die im Grundbestand anglonormannische Basilika wurde ab etwa 1170 als Augustiner-Chorherren-Stiftskirche erbaut und erhielt zur Zeit des Perpendicular Style ihre heutige Gestalt.

## Geschichte
Kirche und Stift gelten als Gründung der heiligen Frideswida im 8. Jahrhundert, deren Patrozinium sie später auch trugen. Der Frideswida-Legende zufolge war der Konvent zunächst ein Nonnenkloster, wurde aber schon vor der normannischen Eroberung in ein Kollegiatstift, im 12. Jahrhundert dann in ein Augustinerchorherrenstift umgewandelt.
Von den Vorgängerbauten der heutigen Kirche ist nichts erhalten. Diese wurde im letzten Viertel des 12. Jahrhunderts als Wallfahrtskirche für den Reliquienschrein der heiligen Frideswida erbaut, der großen Zulauf hatte. Von den Opfergaben der Pilger, darunter namhafte wie Katharina von Aragón im Jahr 1518, konnte die Kirche in den folgenden Jahrhunderten weiter vergrößert und verschönert werden.
1524 löste Kardinal Thomas Wolsey mit päpstlicher Genehmigung das Stift auf und errichtete an seiner Stelle ein großes College für die Oxforder Universität. Zum geplanten Abriss der Kirche zugunsten eines kleineren Neubaus kam es jedoch nicht. Stattdessen erhob Heinrich VIII. sie nach der Loslösung der englischen Kirche von Rom zur Kathedrale des von ihm 1546 neu gegründeten Bistums Oxford. Seitdem trägt sie den Namen Christ Church.
Mit dem Wirken John Taverners wurde die Kirche ein Zentrum der Chor- und Orgelmusik.
1825 empfing John Henry Newman hier die anglikanische Priesterweihe.
1870 führte George Gilbert Scott eine auch in die Bausubstanz eingreifende Restaurierung durch.

## Architektur und Ausstattung
Die Kathedralkirche besteht aus einem dreischiffigen, vierjochigen Langhaus und einem ebensolchen Chor. Zwischen beiden verläuft ein schmales Querhaus. Über der Vierung steht ein mächtiger quadratischer Vierungsturm, dessen Untergeschosse noch normannisch sind. An die Kathedrale sind mehrere Seitenkapellen, der Kreuzgang und das Kapitelhaus angefügt.
Das Innere der Kathedrale wird von den spätgotischen Netzgewölben und der großen Fensterrosette in der Ostwand geprägt. Sie enthält zahlreiche, zum Teil bedeutende Grabmäler aus verschiedenen Epochen. Die Buntglasfenster stammen aus dem 14. Jahrhundert. Es befindet sich das Thomas-Becket-Fenster darunter.

## Orgel

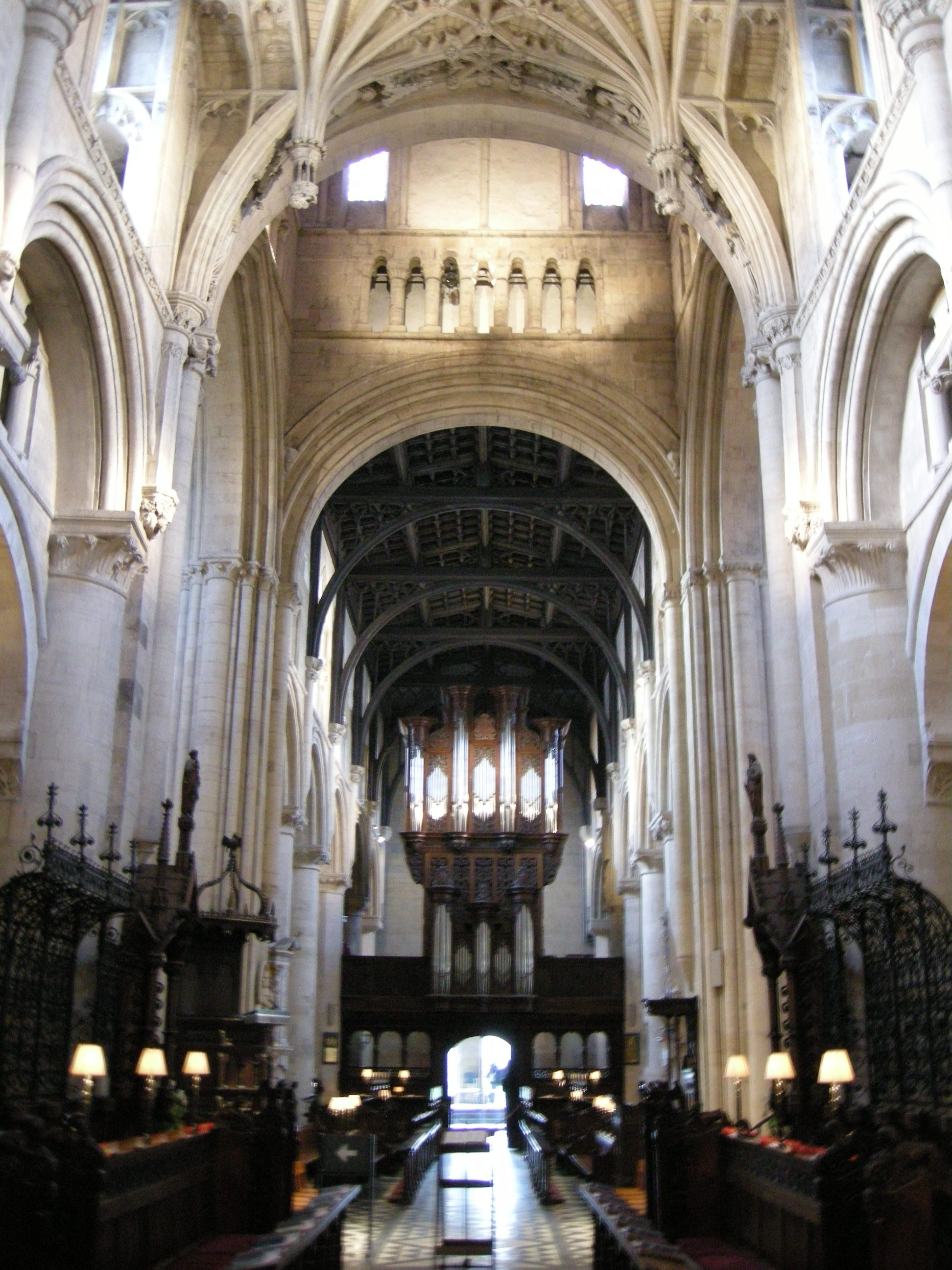
Blick auf die Orgel

Die Orgel wurde 1979 von der Orgelbaufirma Rieger (Österreich) erbaut. Das Instrument hat 43 Register auf vier Manualen und Pedal. Das Orgelgehäuse stammt weitgehend aus dem Jahre 1680. Das Positiv-Gehäuse wurde im 19. Jahrhundert geschaffen.
| I Positif C–g3 |                 |       |
| 1.             | Montre          | 8′    |
| 2.             | Bourdon         | 8′    |
| 3.             | Prestant        | 4′    |
| 4.             | Flûte à Fuseau  | 4′    |
| 5.             | Cor de Chamois  | 2′    |
| 6.             | Larigot         | 1 ⁄3′ |
| 7.             | Sesquialtera II |       |
| 8.             | Cymbale IV      | 1′    |
| 9.             | Cromorne        | 8′    |
|                | Tremblant       |       |

| II Great Organ C–g3 |                  |       |
| 10.                 | Bourdon          | 16′   |
| 11.                 | Montre           | 8′    |
| 12.                 | Flûte à Cheminee | 8′    |
| 13.                 | Prestant         | 4′    |
| 14.                 | Flûte Conique    | 4′    |
| 15.                 | Doublette        | 2′    |
| 16.                 | Cornet V         |       |
| 17.                 | Fourniture VI    | 1 ⁄3′ |
| 18.                 | Cymbale I        | 2⁄3′  |
| 19.                 | Trompette        | 8′    |
| 20.                 | Clairon          | 4′    |

| III Swell Organ C–g3 |                  |        |
| 21.                  | Flûte Bouchée    | 8′     |
| 22.                  | Salicional       | 8′     |
| 23.                  | Voix Céleste     | 8′     |
| 24.                  | Octave           | 4′     |
| 25.                  | Flûte            | 4′     |
| 26.                  | Nazard           | 2 ⁄3′  |
| 27.                  | Quarte de Nazard | 2′     |
| 28.                  | Tierce           | 1 3⁄5′ |
| 29.                  | Plein Jeu        | 2′     |
| 30.                  | Cor Anglais      | 16′    |
| 31.                  | Voix Humaine     | 8′     |
|                      | Tremblant        |        |

| IV Bombarde C–g3 |           |     |
| 32.              | Bombarde  | 16′ |
| 33.              | Trompette | 8′  |
| 34.              | Clairon   | 4′  |

| Pedal Organ C–g1 |                  |     |
| 35.              | Montre           | 16′ |
| 36.              | Soubasse         | 16′ |
| 37.              | Flûte de Pédale  | 8′  |
| 38.              | Bourdon          | 8′  |
| 39.              | Basse de Chorale | 4′  |
| 40.              | Fourniture V     | 2′  |
| 41.              | Basson           | 16′ |
| 42.              | Trompette        | 8′  |
| 43.              | Clairon          | 4′  |

## Cathedral Time
Das Geläut und die Gottesdienstzeiten hinken ebenso wie die Uhr des benachbarten Tom Tower des Christ Church (Oxford) der offiziellen Zeit um fünf Minuten hinterher. Diese sogenannte Cathedral Time oder Christ Church Time entspricht der einst amtlichen Lokalzeit der 1¼ Grad westlich von Greenwich liegenden Stadt Oxford, die erst im Laufe der zweiten Hälfte des 19. Jahrhunderts durch die 1852 eingeführte, national gültige Railway Time – die Greenwich Mean Time – abgelöst wurde.